# Inundaciones en Eslovenia en 2023
En agosto de 2023, se produjeron grandes inundaciones en gran parte de Eslovenia y zonas vecinas de Austria y Croacia debido a las intensas lluvias. Entre otros, el nivel de los ríos Sava, Mur y Drava fue excepcionalmente alto. Se inundaron varios asentamientos y enlaces de transporte en el litoral esloveno, la Alta Carniola y la Carintia eslovena. Debido a la cantidad de lluvia, se desbordaron los arroyos de las colinas de Idrija, Cerkno y Škofja Loka. Debido al suceso, se activó el Plan Nacional de Protección y Rescate contra Inundaciones. Eslovenia ya había experimentado lluvias más intensas en la segunda quincena de julio. Este exceso de agua en el sistema provocó inundaciones y grandes desbordamientos de ríos debido a los aguaceros que cruzaron Eslovenia en la noche del 3 al 4 de agosto. Los primeros ríos se desbordaron en Alta Carniola y Posočje. Estas inundaciones comenzaron el 3 de agosto hacia las 20.00h. La Agencia Eslovena de Medio Ambiente (ARSO) también advirtió de la posibilidad de inundaciones marítimas. Las inundaciones fueron similares a las ocurridas en 1990, 1998 y 2004.
Según ARSO, las peores inundaciones se produjeron en las estribaciones de los Alpes Julianos, desde Idrija, pasando por la cuenca de Liubliana, hasta la Carintia eslovena, donde cayeron entre 150 y 200 mm; en Loibl cayeron 275 mm en 48 horas. También se aplicó una alerta hidrológica roja a los ríos. ARSO emitió un aviso rojo para el noreste, noroeste y centro de Eslovenia debido a los prolongados aguaceros, que entró en vigor a medianoche del 4 de agosto.

## Víctimas
Al menos siete personas murieron durante las inundaciones. Dos ancianos eslovenos se ahogaron en ríos desbordados, y dos holandeses de 52 y 20 años, que habían ido de excursión al monte Veliki Draški vrh, también murieron. La policía declaró que probablemente habían sido alcanzados por un rayo. En la parte oriental de Eslovenia se encontró a un hombre en un río, y una persona que ayudaba cayó en un pozo negro. En Klagenfurt un hombre cayó al Glan.

## Descripción general

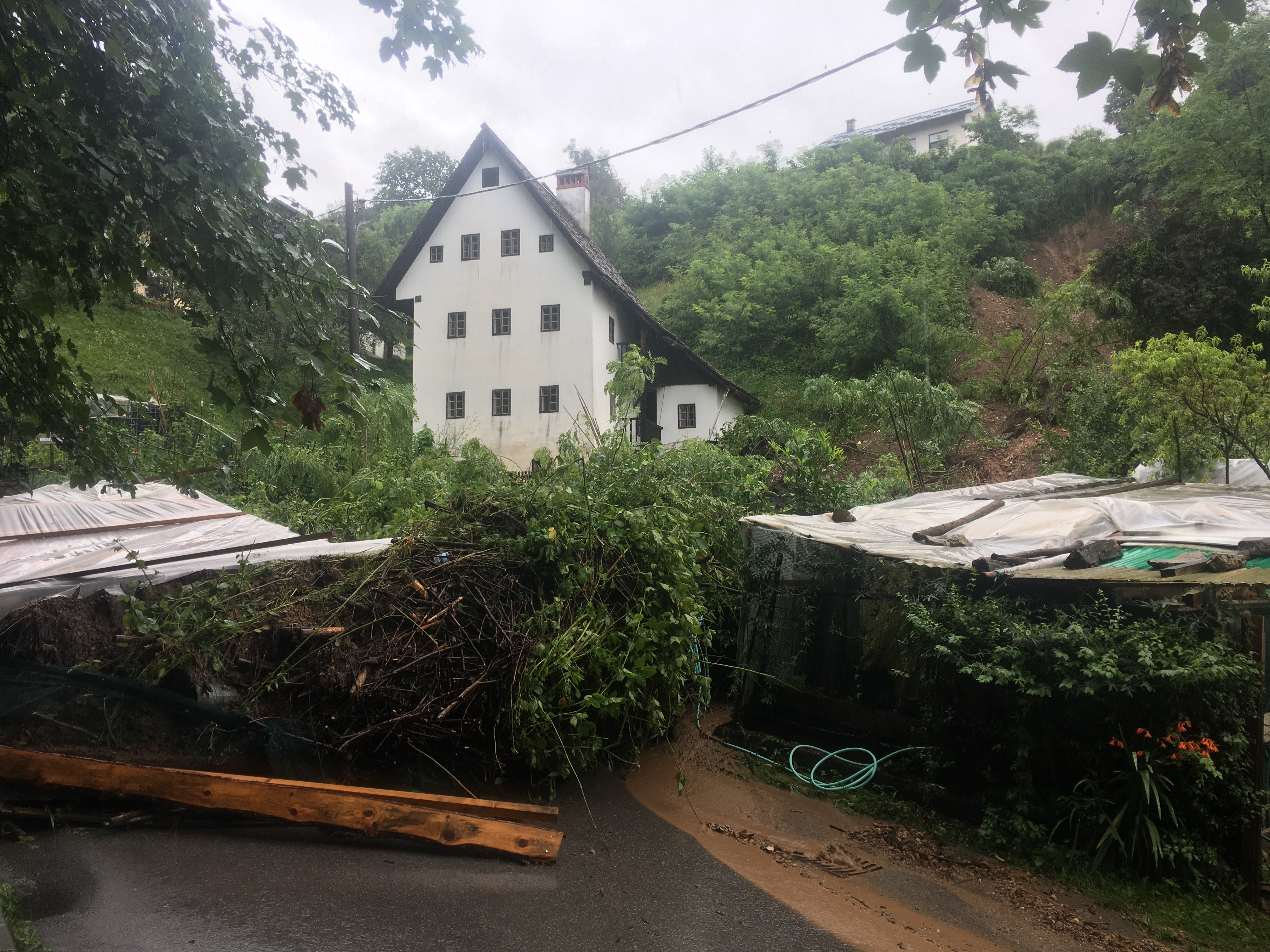
Desprendimiento de tierra cerca de la casa del Minero (en esloveno: Rudarska hiša) el 4 de agosto de 2023. Unos 70 m de longitud con unos 250 m^{3} de barro y arcilla que arrasaron zonas agrícolas.

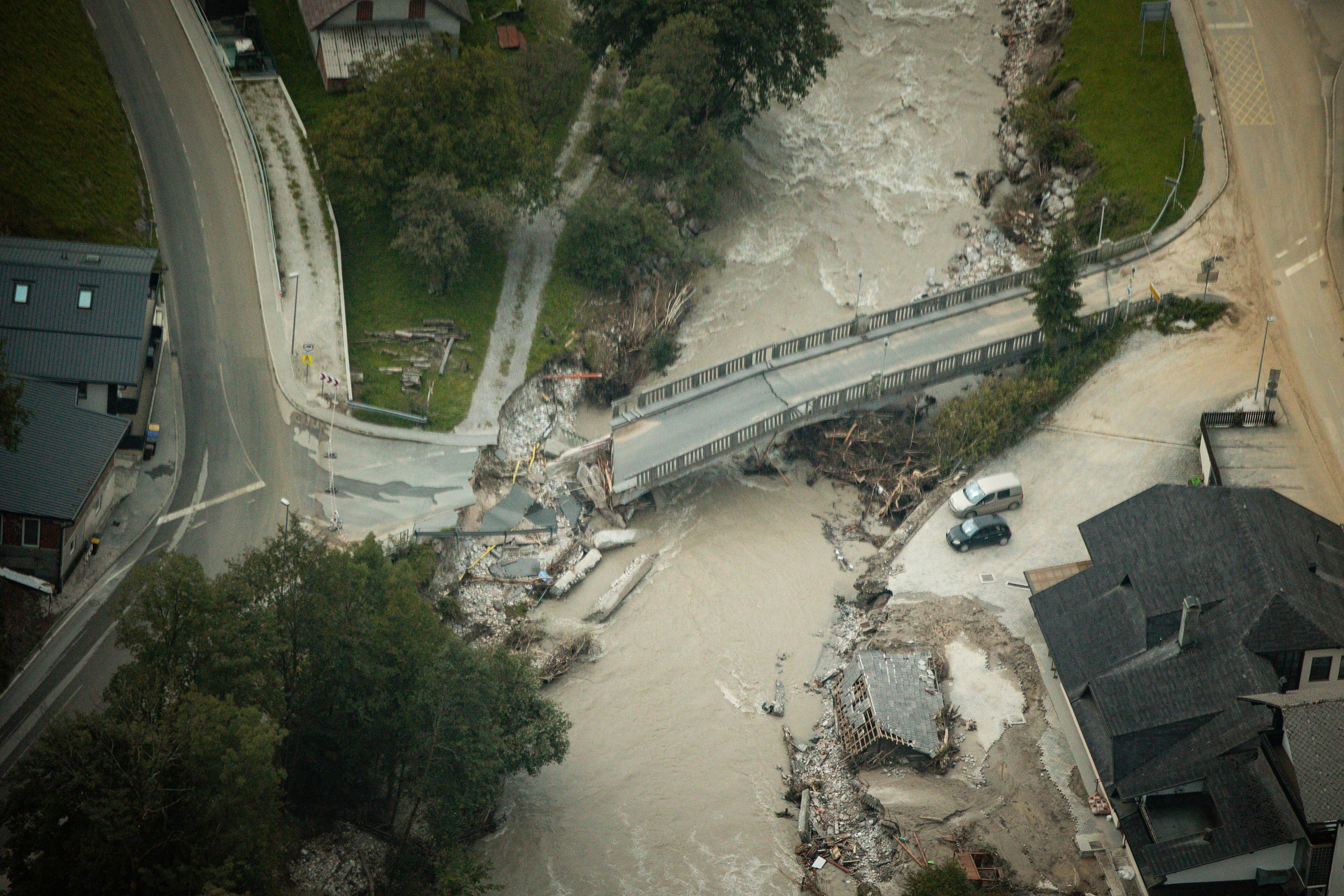
El río Kamnik Bistrica destruyó un puente en Stahovica, cerca de Kamnik

Según datos de la Administración de Protección y Rescate, 168 cuerpos de bomberos participaron en 1039 intervenciones en 12 horas. Para ello, bombearon agua de edificios inundados, cubrieron avalanchas desencadenadas y retiraron escombros y vehículos arrastrados. En Kamnik, Komenda, los municipios de Maribor, Ptuj, Kranj, Celje y Ljubljana, así como en los municipios de Duplek, Starše y Slovenj Gradec, sonaron las sirenas para advertir del peligro de inundaciones y deslizamientos de tierra. Se anunciaron intervenciones a gran escala en varios municipios, particularmente en los municipios de Kamnik y Komenda.
Gradaščica y Sora se inundaron, y también se esperaba que se produjera una inundación en Savinja, Pšata y Kamniška Bistrica. En el asentamiento de Bistričica, una persona mayor supuestamente fue arrastrada por una inundación torrencial, pero aún se desconoce la causa exacta de su muerte. Se dice que la Dirección General de Policía recibió varios informes de muertes.
Debido a las carreteras inundadas y varios deslizamientos de tierra en las carreteras circundantes hacia Idrija y Škofja Loka, Žiri quedó aislado. En Žiri, los ríos Sora y Račeva se desbordaron y más de 100 edificios resultaron dañados. En Baška grapa fueron evacuados dos edificios residenciales. La evacuación tuvo lugar en Sorška gaj, en el valle de Lipnica. Los residentes desplazados fueron trasladados al pabellón deportivo de Medvode; también se llevaron a cabo evacuaciones. Todas las conexiones de tránsito con el valle de Kanomlja quedaron cortadas, y las intervenciones de los servicios de rescate en la zona más amplia de Idrija se vieron complicadas por las carreteras intransitables.
En Tolmin, Cerkno e Idrija, los cursos de agua inundaron varias casas. También se inundaron viviendas y otros edificios en los municipios de Vodice y Škofja Loka. Moste y Rečica ob Savinji quedaron completamente inundados. También se inundaron Luče, Mežica, Dravograd, Laško, Mozirje, Gornji Grad, Škofja Loka, Šoštanj, Florjan, Topolšica, Celje, Begunje na Gorenjskem y Poljče. Las peores inundaciones se produjeron en los valles de Poljanska y Selška. Según Klemno Šmid, comandante de la defensa civil de Gorenjska, "Gorenjska estaba completamente bajo el agua". En Liubliana, los ríos Sava y Gradaščica se desbordaron en sus tramos superiores. En las colinas de Polhov Gradec, los asentamientos se vieron amenazados principalmente por deslizamientos de tierra. En Ljubno ob Savinji, la crecida del río arrasó tres casas y la gente fue evacuada a la escuela primaria local. Se ordenó la evacuación en el centro de Celje.
Como consecuencia de las inundaciones, la autopista Gorenjska y la autopista Estiria se cerraron en dos tramos el 4 de agosto, a las 16.00 horas. Debido a ello, también se permitió la circulación por las autopistas a los vehículos sin pagar peaje. También se cerraron las conexiones ferroviarias Kranj-Jesenice, Ruše-Pilberk, el túnel ferroviario de Bohinj y la línea de Velenje. Debido a las carreteras y vías férreas inundadas, el transporte público se vio dificultado. También se cerraron varias carreteras, tanto comarcales como locales, debido principalmente a desplomes de la calzada, desprendimientos de tierra, depósitos de arena y barro o balsas de agua en la calzada. En Otliške Vrh un puente fue arrasado y el ejército esloveno estudió la posibilidad de construir un puente de pontones. También se cerraron la mayoría de las carreteras de Zgornje Savinjsko.
El Ministerio de Defensa activó el plan Vihra, que incluye la asistencia del Ejército esloveno en la intervención. Se enviaron helicópteros a varias zonas inundadas. El ejército también envió vehículos blindados. La Unión Europea se mostró dispuesta a una posible activación del mecanismo de asistencia civil.
Alrededor de 16000 personas se quedaron sin electricidad en las zonas inundadas. Se emitieron órdenes y notificaciones para hervir agua como medida de precaución. Debido a las inundaciones en Begunje, en Gorenjska, las operaciones se vieron interrumpidas y la administración del hospital comenzó a buscar lugares adecuados para reubicar a los pacientes.
La solidaridad de los eslovenos fue asombrosa: desde el primer día de las inundaciones, algunos grupos y organizaciones organizaron por su cuenta la recogida y distribución de ayuda (alimentos, agua, productos de higiene personal, etc.) para las víctimas. Además de agencias humanitarias profesionales como la Cruz Roja Internacional (IRC) y Slovenska Karitas, IPO Slovenija fue una de las primeras en ponerse en marcha y, en 30 días, consiguió reunir y distribuir la cifra récord de 415 toneladas de ayuda a las víctimas de las inundaciones.

## Inundaciones en zonas vecinas

### Carintia austríaca, Estiria
En el sur de Austria se produjeron inundaciones y deslizamientos de tierra. Según la empresa de servicios públicos Energie Steiermark, en la mañana del 4 de agosto de 2023, unos 4.000 hogares se encontraban sin electricidad. En Carintia, las carreteras que conducían a varios pueblos quedaron interrumpidas, especialmente en el distrito de Völkermarkt. En Sankt Paul im Lavanttal, 70 hogares fueron evacuados como medida de precaución por temor a inundaciones.
En una presa del distrito de Viktring de Klagenfurt, Carintia, el agua fue bombeada cuando se plantearon preocupaciones sobre su estabilidad y se vio que podría romperse.

### Croacia
La cresta de la inundación creada por las lluvias en Austria y Eslovenia entró en Croacia continental en la noche del 5 al 6 de agosto, causando inundaciones localizadas y batiendo récords en varios medidores. Los pueblos de Drenje Brdovečko y Autoput fueron algunas de las zonas inundadas.
En el municipio de Drnje, cerca de la confluencia del Mura y el Drava, se superó en más de medio metro un récord de crecida centenario. El Mura alcanzó un nivel de 5 m y 43 centímetros  a las 5 hora local. Las Fuerzas Armadas de Croacia desplegaron 150 soldados para ayudar en las defensas contra las inundaciones. Aguas arriba de la confluencia con el Mura, la onda de crecida del Drava se fue controlando mediante un sistema de presas y embalses, pero esto no fue posible en el Mura.
En la mañana del 7 de agosto, el Drava rompió inesperadamente un canal cerca de la confluencia con el Mura. El agua atravesó un terraplén de la vía del ferrocarril e inundó una amplia zona con una ola de 4-5 metros, incluido el lago Šoderica, en el municipio de Legrad. El lago fue arrasado y las residencias de fin de semana que lo rodeaban se inundaron. En el municipio de Drnje, cerca de Koprivnica, el asentamiento de Hlebine estuvo en peligro y el pueblo romaní de Autoput quedó inundado. El medidor de Botovo, río abajo de Šoderica, alcanzó los 6m y 16 cm a última hora de la tarde del 7 de agosto. El pueblo de Drnje y Torčec fueron defendidos con éxito. Torčec estaba bajo la amenaza del arroyo Gliboki, alimentado por las aguas del Drava a través del lago Šoderica. El 9 de agosto, la cresta de la crecida del Drava estaba en el condado de Virovitica-Podravina, y las zonas agrícolas y las residencias de fin de semana estaban inundadas en tres pueblos.
El río Sava también causó daños. Parte del pueblo de Drenje Brdovečko, cerca de Zaprešić, al noroeste de Zagreb, se inundó a principios del 5 de agosto. Algunas zonas cercanas a Zaprešić, entre ellas Brdovec, carecen de terraplenes y tuvieron que ser defendidas con sacos de arena. Uno de los puentes sobre el Sava se inundó y se cerró al tráfico. El Sava alcanzó su cresta en Zagreb el mismo día. Se abrió el canal de desviación Sava-Odra-Sava cerca de Jankomir para proteger Zagreb. Cuatro personas tuvieron que ser rescatadas del lecho del canal, que por lo demás se utiliza habitualmente con fines recreativos. En la ciudad, parte del parque entre el lago Jarun y el Sava quedó inundado por aguas subterráneas. El curso del Sava río abajo de Zagreb, después de Rugvica, es vulnerable debido al terreno casi llano, y fue defendido con sacos de arena y zonas de retención de inundaciones. El aforo del Rugvica superó los 9m 32 cm.
Hasta el 9 de agosto, el pico de la inundación aún no había llegado al este de Eslavonia.

## Meteorología
Utilizando datos de alta resolución del ECWMS Reanalysis v5, un estudio de la Universidad de Bolonia encontró indicios de un pico secundario de ciclogénesis durante el verano. La trayectoria del ciclón pasaba por el mar de Liguria, el norte de Italia y el norte del Adriático.
La tormenta recibió el nombre de Petar y se desplazó desde el Mediterráneo, pasando por Italia, Eslovenia y Austria, hacia el norte, hasta Alemania, Polonia y el mar Báltico.